# Comitatul Vulcan, Alberta
Comitatul Vulcan, din provincia Alberta, Canada este un district municipal, amplasare coordonate 50°24′24″N 113°15′18″W / 50.4066674°N 113.255°V. Districtul se află în Diviziunea de recensământ 5. El se întinde pe suprafața de 5,429.50 km2  și avea în anul 2011 o populație de 3,875 locuitori.
Cities Orașe
--
Towns Localități urbane
- Vulcan

Villages Sate
- Arrowwood
- Carmangay
- Champion
- Lomond
- Milo

Summer villages Sate de vacanță
--
Hamlets, cătune
- Brant
- Ensign
- Herronton
- Kirkcaldy
- Mossleigh
- Queenstown
- Shouldice
- Travers

Așezări
- Anastasia
- Armada
- Eyremore
- Farrow
- Majorville
- Pageant
- Peacock
- Kinnondale
- Waldeck

1. 1 2  Population and dwelling counts, for Canada, provinces and territories, and census subdivisions (municipalities), 2016 and 2011 censuses – 100% data (în engleză), 20 februarie 2019